# Pauline Donalda
Pauline Donalda (née Pauline Lightstone le 5 mars 1882 et morte le 22 octobre 1970) est une artiste lyrique et une professeure de chant et de mise en scène canadienne.

## Jeunesse et éducation
Paulina Donalda est née Pauline Lightstone à Montréal, au Québec, troisième enfant d'une famille juive de 11 enfants. Son père Mikhail Liechtenstein, émigré russe, et sa mère Fanny Goldberg, émigrée polonaise, ont changé leur nom de famille de Liechtenstein en Lightstone après leur arrivée au Canada, vers 1868. Ses parents ont tenté d'offrir aux enfants une bonne éducation, y compris la musique sous la responsabilité de Michael Lightstone. À l'âge de 7 ans, Pauline apparaît sur scène pour la première fois en tant que la reine dans Cendrillon. Elle remporte un concours de chant à 10 ans. En 1889, avant même d'entamer sa carrière musicale, Paulina Donalda est engagée à titre d'aide enseignante à l'Institut Baron de Hirsch à Montréal. En 1901, après des représentations en solo avec succès ans le chœur du congrès juif, le chœur reconnait son potentiel et organise une audition avec le directeur musical du Royal Victoria College, qui fait partie de l'Université McGill. Pauline reçoit une bourse complète pour étudier à l'université ou elle étudie avec Clara Lichtenstein (en). En 1902, encouragée par Thomas Salignac, elle va au Conservatoire de Paris, avec une bourse de Donald Smith de 50 $ par mois. Là, elle étudie le chant avec Edmond Duvernoy, la mise en scène avec Paul Lhérie, l'élocution avec Pierre Berton et l'italien avec Babette Rosen. Elle adopte le nom de scène de Donalda en l'honneur de Donald A. Smith, mieux connu sous le nom de Lord Strathcona, grâce à qui elle a pu financer sa formation musicale à l'étranger.

## Carrière
Avec l'aide du compositeur Jules Massenet, Donalda fait ses débuts en 1904, à Nice, dans le rôle-titre dans Manon. L'année suivante, elle fait ses débuts à Londres, en interprétant le rôle de Micaëla dans Carmen le 24 mai 1905. Deux semaines plus tard, elle joue le rôle de Marguerite dans Faust, une prestation qui fut très appréciée des critiques anglais. Le 28 juin 1905, elle crée le rôle d'Ah-joe dans L'Oracolo de Franco Leoni. En juin 1905, Nelly Melba (en), qui jouait le rôle principal dans La Bohème, est malade et on propose le rôle de Mimi à Pauline, à cause de la similitude des voix. Elle répète seulement 4 jours et recycle le texte du français à l'italien. Son jeu avec Enrico Caruso est très apprécié. Dans sa première saison, elle chante le rôle de Zerlina dans Don Juan avec Enrico Caruso, Antonio Scotti, Emmy Destinn , Marcel Journet. La saison suivante, elle joue dans Rigoletto avec Caruso, dans La Traviata avec John McCormack. Pauline Donalda joue au Covent Garden pendant 9 ans où elle crée les rôles de Concepción, dans L'heure espagnole de Maurice Ravel. Elle a également joué à La Monnaie à Bruxelles, à l'Opéra-Comique à Paris et au Manhattan Center à New York.
En novembre 1906, elle revient à Montréal pour chanter lors d'un récital à l'Aréna de Montréal avec son nouveau mari, le baryton Paul Seveilhac. Le mois suivant, elle commence une saison avec Oscar Hammerstein I au nouveau Manhattan Opera House.
Elle débute à New York le 7 décembre 1906 dans Faust puis chante Carmen, Martha, Don Giovanni, La Traviata, Lohengrin et I Pagliacci au cours de la saison.
Elle retourne en Europe en 1907, principalement pour chanter à Londres et à Paris. Elle chante à Covent Garden pendant l'été 1907 et accepte une offre de l'Opéra-Comique où elle débute le 19 octobre dans Manon aux côtés de Salignac, Périer et Fugère[Lequel ?], suivi de La Bohème et de La Traviata. En 1910, elle figure parmi les premières artistes lyriques canadienne à se faire entendre en Russie. 
En 1910, elle ouvre la saison de Covent Garden, remplaçant au pied levé Luisa Tetrazzini dans La Traviata. Elle y revient pour la saison 1912, chantant le rôle du Page dans Les Huguenots et Nedda dans I Pagliacci avec son mari, dans le rôle de Canio. En novembre 1913, elle chante le rôle titre de Carmen dans une version anglaise et obtient un immense succès, l'ayant travaillé avec Marie Rôze. Elle le reprend en français à Nice en février 1914, ainsi que Mimi dans La Bohème.
Donalda est au Canada lorsque la première Guerre mondiale éclate. Elle choisit de rester dans son pays, et de chanter dans des concerts, avec parfois des apparitions à New York et Boston. À Montréal, elle organise les concerts Donalda du dimanche après-midi, et fait don du bénéfice à des organismes de bienfaisance.
Elle revient à Paris en 1917. Elle chante, le 28 mars 1918, le rôle de d'Edith Plantagenet dans le roi Richard de Balfe à l'Opéra de Monte-Carlo dans lequel débute un jeune ténor danois Mischa-Léon qu'elle épouse en secondes noces le 11 juin 1918 à Paris. Edmond Duvernoy et Thomas Salignac sont leurs témoins respectifs. Vers 1920, elle quitte la scène afin de se consacrer à l'enseignement. En 1941, elle fonde l'Opera Guild of Montreal et en est la présidente et directrice artistique jusqu'en 1969.

### Professorat
En 1922, Donalda ouvre un studio qui accueille une école de chant et de mise en scène rue Ribera à Paris où elle enseigne à  de nombreux élèves,,,. Elle déménage à Montréal en 1937 et ouvre un cours là-bas. Ses étudiants à Montréal inclus Robert Savoie. 

## Fin de vie
Pauline Donalda meurt à Montréal le 22 octobre 1970 à l'âge de 88 ans. 

## Honneurs et distinctions
- 1915 : La Croix-Rouge canadienne reçoit Pauline Donalda comme membre à vie en guise de reconnaissance pour l'organisation d'un concert bénéfice au profit de leur société[23].
- 1967 :  elle est faite Officier de l'Ordre du Canada « pour sa contribution aux arts, en particulier de l'opéra, en tant que chanteur et fondateur de l'Opera Guild of Montreal »[24].